# Josef Losert
Josef „Pepi“ Losert (* 4. Februar 1908 in Wiener Neustadt; † 25. Oktober 1993 in Freiburg im Breisgau) war ein österreichischer Fechter, zehnmaliger Gewinner der österreichischen Staatsmeisterschaft und Olympiateilnehmer. Die meiste Zeit seiner aktiven Fechtkarriere focht er für den Wiener Sport-Club. Während der Zeit des Nationalsozialismus wurde er deutscher Meister. Sein Bruder Rudolf Losert war ebenfalls ein erfolgreicher Fechter. Josef betätigte sich auch als Fechttrainer und trainierte unter anderem seinen Sohn Roland, der 1963 Weltmeister im Herrendegen wurde, sowie seine Tochter Ingrid.

## Leben
Losert wuchs zusammen mit seinem Bruder in Mödling auf, wo ihr Vater, ebenfalls mit dem Vornamen Josef, Militärfechtmeister war. Beide lernten nicht nur Fechten, sondern waren auch im Wintersport erfolgreich, Rudolf als Eishockeyspieler, Josef als Rodler. Als Fechter wurde Josef vor dem Zweiten Weltkrieg 1932, 1933, 1935 und 1943 österreichischer Staats- bzw. Gaumeister im Florett, sowie 1935, 1937 und 1943 im Säbel. Er errang auch mehrere weitere Plätze unter den ersten drei in allen Waffen, auch mit dem Degen.
Auf internationaler Ebene war Losert vor allem mit der Herrenflorettmannschaft erfolgreich, mit der er bei den Weltmeisterschaften  1933 den zweiten und 1937 den dritten Platz belegte (1933 zusammen mit Ernst Baylon, Richard Brünner, Kurt Ettinger und Hans Lion, 1937 mit Ernst Baylon, Kurt Ettinger, Roman Fischer, Hans Lion und Hugo Weczerek). 1936 nahm er an den Olympischen Spielen in Berlin teil, wurde 8. im Säbel und drang im Florett bis in die Halbfinalrunde vor. Mit der Säbelmannschaft belegte er den geteilten fünften, mit dem Florettteam den vierten Platz hinter Italien, Frankreich und Deutschland.
Nach dem Anschluss Österreichs trat Losert zum 1. April 1938 der SS bei (SS-Nummer 310.211), zum 21. Juni 1944 wurde er zum SS-Untersturmführer befördert. Für die SG Bad Tölz konnte er 1943 die deutschen Meisterschaften im Florett gewinnen.
Nach dem Zweiten Weltkrieg wurde er 1949 und 1950 noch einmal österreichischer Staatsmeister im Florett, 1950 zusätzlich auch mit dem Säbel. Er war als Universitätsfechtmeister in Freiburg tätig und trainierte unter anderem seinen Sohn, der 1963 Einzelweltmeister im Degen wurde.